# Paraglyphesis lasiargoides
Paraglyphesis lasiargoides là một loài nhện trong họ Linyphiidae.
Loài này thuộc chi Paraglyphesis. Paraglyphesis lasiargoides được Kirill Yuryevich Eskov miêu tả năm 1991.